# Nati nel 1364
| Questa pagina contiene informazioni ricavate automaticamente dalle voci biografiche con l'ausilio del template Bio e di un bot. L'aggiornamento è periodico e automatico e ricostruisce completamente la pagina. Se manca una persona in questa lista, sei pregato di non aggiungerla, ma accertati piuttosto che la sua voce biografica contenga il template Bio e che i dati anagrafici siano correttamente compilati. Se il template Bio manca, inseriscilo tu stesso o, in alternativa, metti l'avviso {{tmp\|Bio}} che ne segnala la mancanza. Se i dati riportati sono sbagliati, correggi direttamente la voce biografica; le modifiche saranno visibili in questa lista entro pochi giorni. Per chiarimenti vedi il progetto biografie. La lista contiene solo le 17 persone che sono citate nell'enciclopedia e per le quali è stato implementato correttamente il template Bio. Pagina aggiornata al 10 mar 2025. |

- 20 maggio - Henry Percy, cavaliere medievale inglese († 1403)
- 16 dicembre - Manuele III di Trebisonda, imperatore bizantino († 1417)
- Al-Maqrizi, storico egiziano († 1442)
- Bernardo I di Baden († 1431)
- Grigorij Camblak, scrittore e religioso bulgaro († 1419)
- Carlo II di Lorena, duca († 1431)
- Giampietro Ferraris, giurista italiano († 1421)
- Nicolas de Gonesse, teologo e letterato francese
- Guglielmo di Jülich-Geldern, duca († 1402)
- Iolanda di Bar, nobile († 1431)
- Jean II Le Meingre, cavaliere medievale, diplomatico e politico francese († 1421)
- Christine de Pizan, scrittrice e poetessa francese
- Qadi-zade-i Rumi, astronomo e matematico turco († 1436)
- Ludovico di Savoia-Acaia, nobile († 1418)
- Teodoro II del Monferrato, marchese († 1418)
- Antonia Visconti, nobildonna († 1405)
- Margherita di Berg, nobildonna tedesca († 1442)